# Carrega Ligure
Carrega Ligure é uma comuna italiana da região do Piemonte, província de Alexandria, com cerca de 119 habitantes. Estende-se por uma área de 55,48 km², tendo uma densidade populacional de 2 hab/km². Faz fronteira com Cabella Ligure, Fascia (GE), Gorreto (GE), Mongiardino Ligure, Ottone (PC), Propata (GE), Valbrevenna (GE), Vobbia (GE).

## Demografia
| Variação demográfica do município entre 1861 e 2011                               |
|                                                                                   |
| Fonte: Istituto Nazionale di Statistica (ISTAT) - Elaboração gráfica da Wikipedia |